# Македонец (1880 – 1895)
„Македонец“ (изписване до 1945 година: „Македонецъ“) е български вестник, издаван от Никола Живков в Русе и София в 1880, в 1885 и от 1894 до 1895 година. Вестникът е орган на Българомакедонското благотворително дружество, а след разделянето му - на Българомакедонския централен революционен комитет „Искра“.

## История
| Годишнина | Броеве | Дати                              |
| --------- | ------ | --------------------------------- |
| I         | 1 – 11 | 1 ноември – 10 декември 1880      |
| II        | 1 – 27 | 23 февруари – 7 септември 1885    |
| III       | 1 – 9  | 3 декември 1894 – 5 февруари 1895 |

## Ι годишнина
Вестникът започва да излиза на 1 ноември 1880 година с подзаглавие Лист за новини и защита на народните правдини и е първият вестник в България, който специално се занимава с Македонския въпрос. Първите няколко броя не са запазени.
Вестникът дава сведения за положението в Македония и отправя призиви за помощ на поробените българи. В брой № 4 от 12 ноември 1880 година Санстефанският договор се оценява като справедлив, тъй като с него „се припознаваше освобожденето на цял български народ с естественте граници до там, дето действително живееха българи“, съответно на Берлинския конгрес се е извършила грешка и Берлинският договор е неизпълним. Вестникът прканва свободните българи да окажат веднага помощ на поробените с братя и препоръчва да се изпратят „няколко 
чети срещу зверските башибозуци в Македония, поне да се поумали злото, да види македонецът, че има кой да го милее“.
Като вътрешна политика вестникът е античорбаджийски и близък до либералите. Раздава безплатно на абонатите си хумористичния лист „Комар“, от който броеве не са запазени.
На 10 декември 1880 година, след брой № 11 вестникът спира.

## ІІ годишнина
В 1885 година вестникът е подновен отново в Русе и отново от Никола Живков, като излиза от 23 февруари до 7 септември 1885 година. От 10 брой до 17 брой на втората годишнина на вестника временен издател е Филип Тотю. Подзаглавието му вече е За новини и защита народните правдини и се издава с помощта на Бълг. македонско благотворително д-во.
Вестникът се печата в печатница „Славянин“, както и в печатниците Д. М. Дробняк и Хр. Г. Бъчваров в Русе и Прогрес в София.
Програмната бележка на ІІ годишнина на вестника гласи:
| „ | Названието „Македонец“ му даваме, защото най-главната цел на листът ни ще бъде да воюваме духовно за освобождението на многострадална, потънала в черни теглила наша Македония, отечеството на славянските просветители Кирил и Методий; престолнината на българския цар Самуил, разсадницата на богомилството. Ще воюваме за отъргване из тиранските ногте тая българска земя, в която обитават милиони харни синове и дъщери; която земя пуща из недрата си „мед и масло“... Ще браним най-безпристрастно народните правдини на братята си в княжеството и Тракия... | “ |

Относно външнополитическата си ориентация вестникът храни надежди за помощ от Русия и я нарича:
| „ | Матушка Русия, единствената надежда за спасение на Македония... ни немци, ни френци, ни англичани ще ни помогнат в дело. От них ще имаме само словата на человеколюбиви люде като г. Лавале. | “ |

Вестникът е на крайни националистически позиции, изнася данни за положението на българите в Македония и за золумите на османските власти. Залага на преки революционни действия и дава сведения за вяка бунтовна проява: „всяко отдалагне и политиканствуване ще направи повече от жертвите безполезни“, брой 7 от 6 април 1885 година Раздухва епизода с четата на Адам Калмиков, като обявява капитана за жив. Влиза в полемика с по-умерения „Македонски глас“, като го обвинява, че пради дипломация и политиканства. В 15 брой от 15 юни 1885 година Нищий критикува от националистически позиции статията на Димитър Благоев в „Македонски глас“ „Балканска федерация и Македония“ и смята, че трябва да се действа първо за освобождение на Македония: „Ние казваме, че балканската федерация ще се осъществи след освобождението на Македония, и че то ще даде възможност да се ширят и проповядват такива святи идеи...“
Вестникът обнародва писма на Георги Раковски, публикува материали за Христо Ботев и допринася за раздвиждването на македонската емиграция и активизиране на Македонския въпрос.

## ІІІ годишнина
От 3 декември 1894 до 5 февруари 1895 година се появяват още девет броя от третата годишнина на „Македонец“. По време на третата годишнина се издава в София. В последните си 9 броя от третата си годишнина вестникът излиза под името „Комар – Македонец“. Играе роля в активизирането на македонската емиграция и защитава идеята за основаване на македонски дружества.